# Gacki (gmina)
Gacki – dawna gmina wiejska istniejąca w latach 1973–1976 w woj. kieleckim (dzisiejsze woj. świętokrzyskie). Siedzibą gminy były Gacki.
Gmina została utworzona w dniu 1 stycznia 1973 roku w powiecie pińczowskim w woj. kieleckim. 1 czerwca 1975 gmina znalazła się w nowo utworzonym mniejszym woj. kieleckim.
W skład gminy wchodziły sołectwa: Bogucice Pierwsze, Bogucice Drugie, Grochowiska, Krzyżanowice Dolne, Krzyżanowice Średnie, Gacki, Leszcze, Marzęcin, Winiary, Wola Zagojska Dolna, Wola Zagojska Górna, Nowa Zagość i Stara Zagość.
1 lipca 1976 roku jednostka została zniesiona przez połączenie z dotychczasową gminą Pińczów w nową gminę Pińczów.